# Cattleya elongata
Cattleya elongata är en orkidéart som beskrevs av João Barbosa Rodrigues. Cattleya elongata ingår i släktet Cattleya och familjen orkidéer. Inga underarter finns listade i Catalogue of Life.

## Bildgalleri

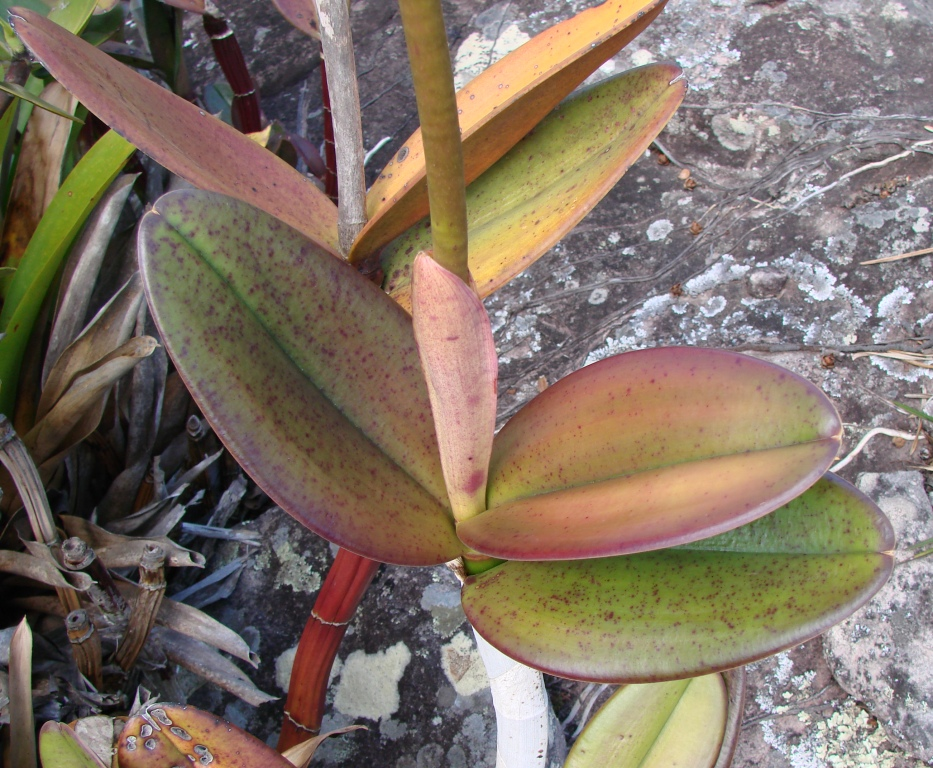
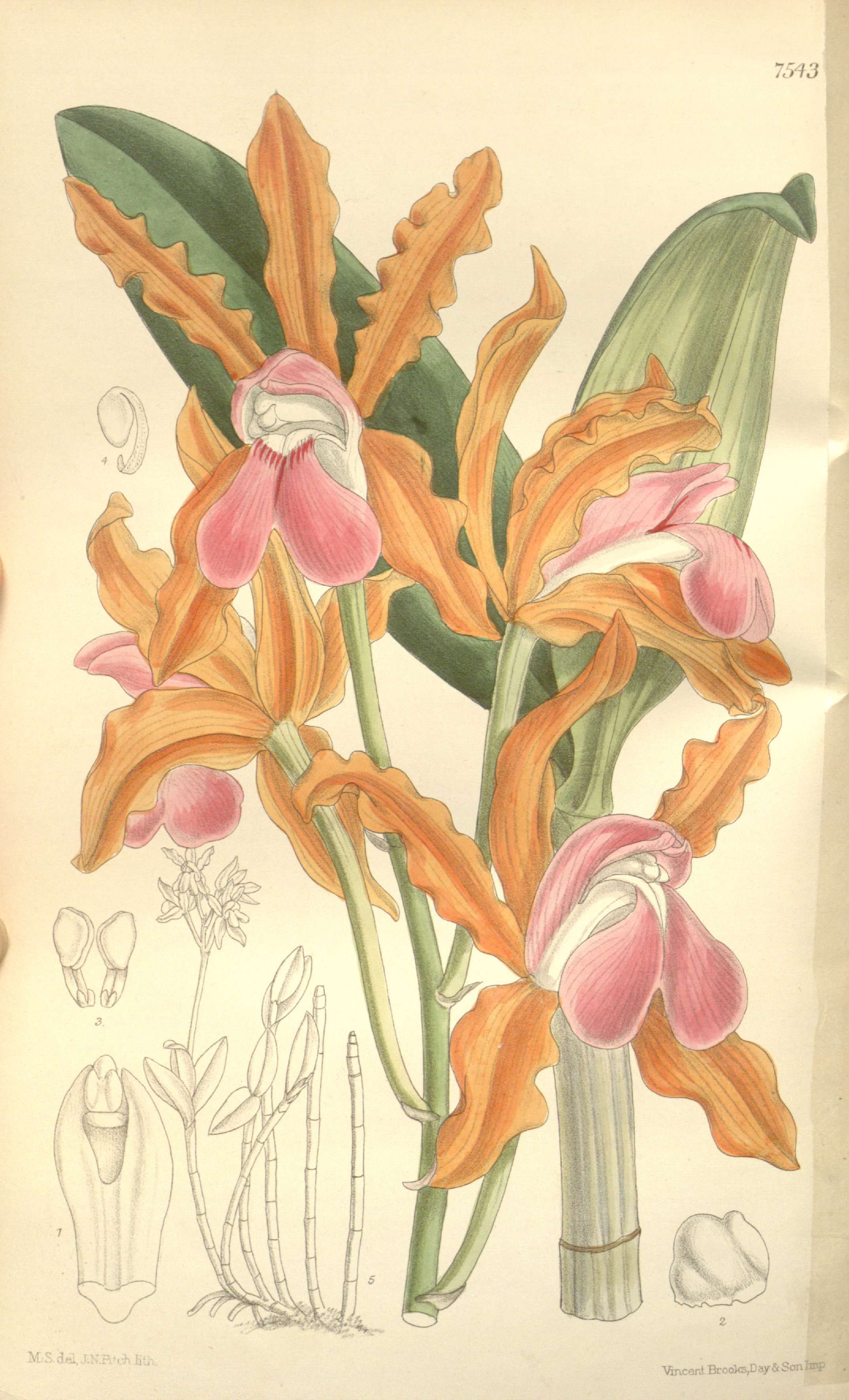
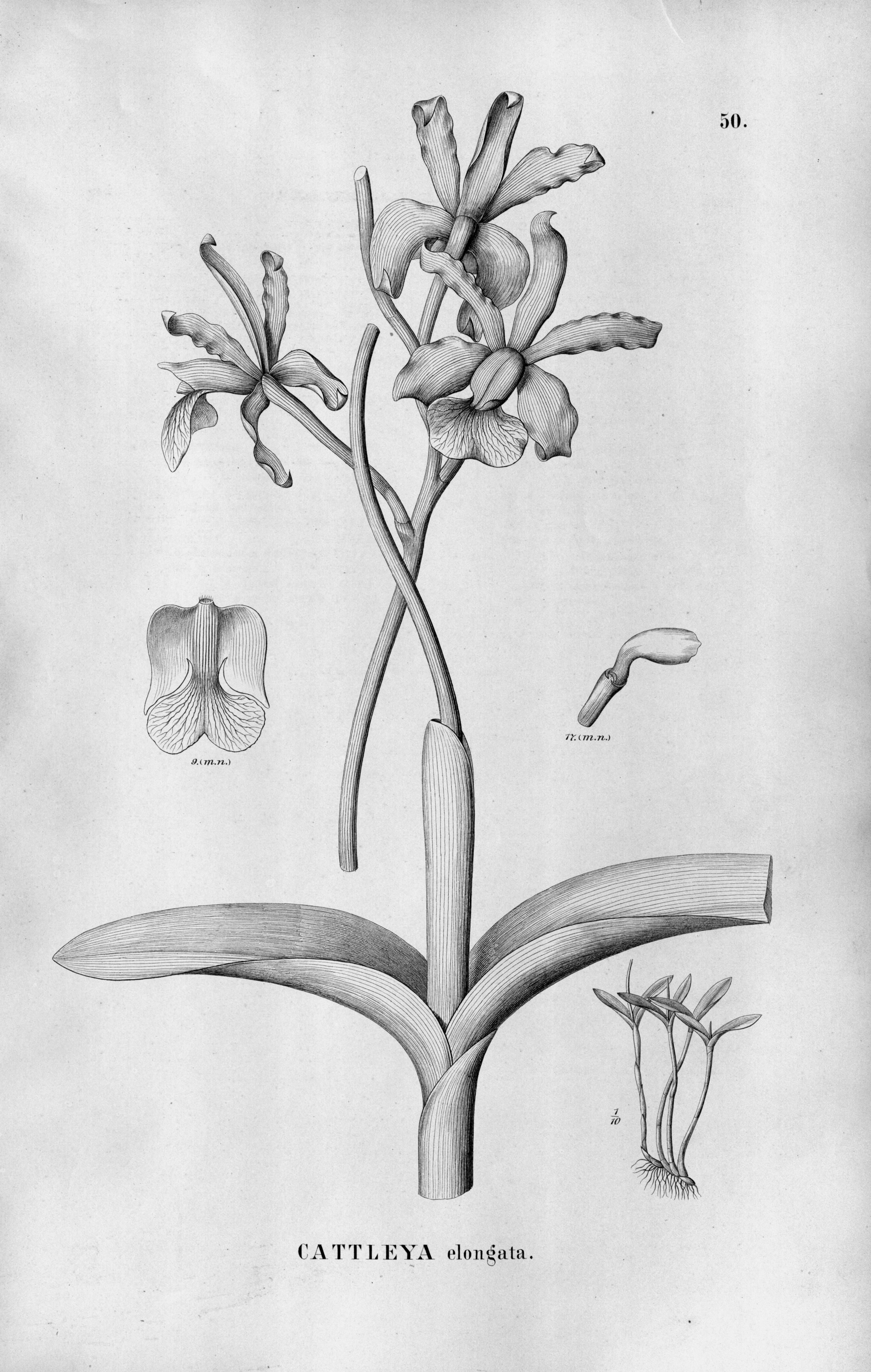